# ソーシャルトリップ〜スマホ1つで世界に飛び出せ〜
『ソーシャルトリップ〜スマホ1つで世界に飛び出せ〜』（ソーシャルトリップ〜スマホひとつでせかいにとびだせ〜）は、2013年1月13日から2013年3月31日までテレビ東京系列で放送されていた深夜海外情報旅番組。

## 概要
ネット&旅をコンセプトにした旅番組。様々な情報をガイドブックではなくスマホを使いネット検索、twitterで情報を募りその情報をもとに旅をする。

## ナビゲーター
- 高城亜樹(JKT48)
- 柏木由紀(AKB48、インドネシア篇のみ)

## 旅人
| 回 | 放送日        | 内容                          | 旅先地       | 旅人                  |
| -- | ------------- | ----------------------------- | ------------ | --------------------- |
| 1  | 2013年1月13日 | シンガポールでしたい9つのこと | シンガポール | ロッチ                |
| 2  | 2013年1月20日 | 南国リゾート&屋台メシ         | シンガポール | ロッチ                |
| 3  | 2013年1月27日 | エキゾチックな街で買い物      | シンガポール | ロッチ                |
| 4  | 2013年2月3日  | -                             | サンディエゴ | 我が家                |
| 5  | 2013年2月10日 | -                             | サンディエゴ | 我が家                |
| 6  | 2013年2月17日 | -                             | ベトナム     | バービー&中村明花     |
| 7  | 2013年2月24日 | -                             | ベトナム     | バービー&中村明花     |
| 8  | 2013年3月3日  | -                             | ベトナム     | バービー&中村明花     |
| 9  | 2013年3月10日 | -                             | インドネシア | 高城亜樹(JKT48)       |
| 10 | 2013年3月17日 | -                             | 香港         | 五十嵐隼士&コン・テユ |
| 11 | 2013年3月24日 | -                             | 香港         | 五十嵐隼士&コン・テユ |
| 12 | 2013年3月31日 | 傑作選                        | -            | -                     |

## ネット局と放送時間
| 放送対象地域 | 放送局           | 系列           | 放送日時           | 放送開始日    | 備考   |
| ------------ | ---------------- | -------------- | ------------------ | ------------- | ------ |
| 関東広域圏   | テレビ東京（TX） | テレビ東京系列 | 日曜 24:35 - 25:05 | 2013年1月13日 | 制作局 |

## スタッフ
- 企画:大澤剛
- 構成:羽柴拓
- CAM:関根智之
- 編集:本間満久
- MA:舟木優
- 音響効果:梅津承子
- 番組ロゴ:千葉真由美
- 技術協力:e-naスタジオ
- 協力:JAPAN AIRLINE、成田国際空港株式会社、singapore TOURISM BOARD、WAVEHOUSE SENTOSA、鯉谷淳、藤森俊吾
- コーディネーター:FS FUTURE STAGE CREATIONS
- 写真提供:AP/アフロ
- AD:橋波大志
- AP:安原マリック勇人、川原布友美
- ディレクター:磯部修、井筒栄志
- 演出:有川崇
- プロデューサー:大和田宇一、朝倉千代子
- 制作協力:α・grid
- 制作著作:ワタナベエンターテインメント
- 提供:XCom Global